# Моругино
Моругино — деревня в Гусь-Хрустальном районе Владимирской области России, входит в состав сельского поселения посёлок Красное Эхо.

## География
Деревня расположена в 6 км на северо-запад от центра поселения посёлка Красное Эхо и в 27 км на север от Гусь-Хрустального близ автодороги Р-132 «Золотое кольцо».

## История
Во второй половине XVII — первой половине XVIII веков деревня входила в Лиственский стан Владимирского уезда Замосковного края Московского царства.
В конце XIX — начале XX века деревня входила в состав Моругинской волости Судогодского уезда, с 1926 года — в составе Александровской волости Владимирского уезда Владимирской губернии. В 1859 году в деревне числился 31 двор, в 1905 году — 58 дворов, в 1926 году — 46 дворов.
С 1929 года деревня входила в состав Потаповского сельсовета Гусь-Хрустального района, с 1940 года — в составе Красно-Эховского сельсовета, с 1973 года — в составе Вашутинского сельсовета, с 2005 года — в составе Муниципального образования «Посёлок Красное Эхо».

## Население
| 1859 | 1905 | 1926 | 2002 | 2010 | 2021 |
| ---- | ---- | ---- | ---- | ---- | ---- |
| 256  | ↗293 | ↘225 | ↘51  | ↘35  | ↗37  |